# Seleção Israelense de Voleibol Feminino
A seleção israelense de voleibol feminino é uma equipe composta pelas melhores jogadoras de voleibol feminino de Israel. Apesar do país estar localizado geograficamente na Ásia, a equipe israelense compete pela Confederação Europeia de Voleibol (CEV). Encontra-se na 49ª posição do ranking da FIVB, segundo dados de 4 de janeiro de 2012.

## Ligações Externas
- Israel Volleyball Association